# Apanteles noronhai
Apanteles noronhai är en stekelart som beskrevs av De Santis 1975. Apanteles noronhai ingår i släktet Apanteles och familjen bracksteklar. Inga underarter finns listade i Catalogue of Life.